# Avril Haines

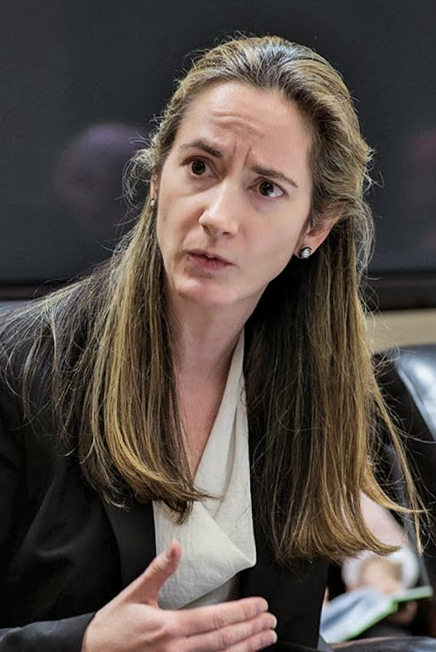
Avril Haines i Situation Room i Vita Huset 2013.

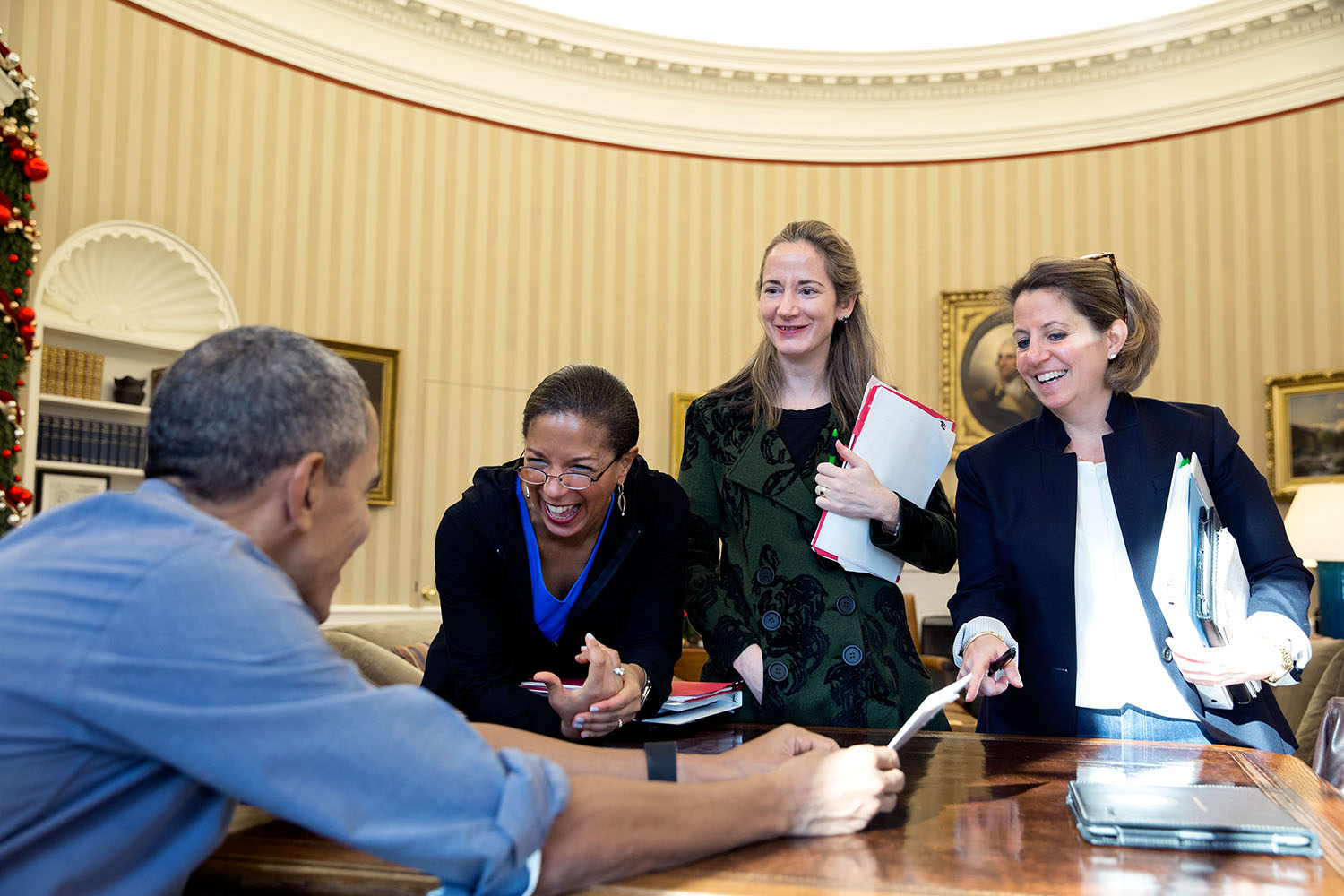
Susan Rice, Avril Haines och Lisa Monaco, med Barack Obama 2015.

Avril Danica Haines, född 29 augusti 1969 i New York, är en amerikansk jurist och ämbetsman. Hon var USA:s nationella underrättelsechef under president Joe Biden 2021–2025.

## Biografi
Avril Haines är dotter till biokemisten Thomas Haines (född 1933) och målaren Adrian Haines, född Rappaport (1934–1985). 
Efter college utbildade hon sig under ett års tid i judo på judoinstitutet Kodokan i Tokyo i Japan. År 1988 studerade hon teoretisk fysik på University of Chicago och avlade kandidatexamen 1992.
År 1992 påbörjade hon doktorandstudier i filosofi på Johns Hopkins University i Baltimore i Maryland, men hoppade av studierna för att med sin blivande make David Davighi öppna bokhandeln Adrian's Book Cafe i Baltimore. Hon utbildade sig till jurist på Georgetown University i Washington D.C. från 1988 och tog examen 2001.
Åren 2001–2002 var hon jurist på Haagkonferensen för internationell privaträtt i Haag i Nederländerna. Hon har därefter arbetat inom olika offentliga organ: som biträdande jurist 2002–2003 på U.S. Court of Appeals for the Sixth Circuit, på utrikesdepartementet 2003–2006, för Senatens utrikesutskott 2007–2008 samt i Vita huset från 2010. 
I Vita huset var Avril Haines Deputy Assistant till president Barack Obama samt Deputy Counsel till National Security Advisor Thomas Donilon och en kort period för Susan Rice. Hon var därefter biträdande chef för Central Intelligence Agency mellan augusti 2013 och januari 2015 och från 2015 biträdande CIA-chef (National Security Advisor) efter Anthony Blinken till utgången av Barack Obamas presidenttid i januari 2017.
I november 2020 meddelade den tillträdande presidenten Joe Biden att han avsåg att nominera Avril Haines till Director of National Intelligence, chef för USA:s nationella underrättelsetjänst, i sin kommande regering. Hon godkändes av Senaten på eftermiddagen den 20 januari 2021, några timmar efter installationen av Joe Biden som president.
Hon är gift med tidigare flygläraren David Davighi (född 1962).